# 安加爾斯克區
52°34′N 103°49′E / 52.567°N 103.817°E
安加爾斯克區（俄语：Ангарский городской округ），是俄羅斯的一個區，位於該國南部，由伊爾庫茨克州負責管轄，面積1,150平方公里，2010年人口12,010，人口密度每平方公里10.44人。